# Visconde da Graceira
Visconde da Graceira é um título nobiliárquico criado por D. Luís I de Portugal, por Decreto de 1 de Julho de 1866, em favor de José Rodrigues de Faria.
Titulares
1. José Rodrigues de Faria, 1.º Visconde da Graceira.

Após a Implantação da República Portuguesa, e com o fim do sistema nobiliárquico, usaram o título: 
1. António Alfredo de Castro Ribeiro de Magalhães Leal de Faria, 2.° Visconde da Graceira;
2. Augusto José de Sande Leal de Faria, 3.° Visconde da Graceira.[2]